# La Soledad (paroisse civile)
Pour les articles homonymes, voir La Soledad et Soledad.
La Soledad est l'une des cinq paroisses civiles de la municipalité de Zamora dans l'État de Falcón au Venezuela. Sa capitale est La Soledad.

## Géographie

### Démographie
Hormis sa capitale La Soledad, la paroisse civile comporte plusieurs localités dont :
- Bariquis (partagé avec Puerto Cumarebo)
- El Dividive
- El Estanque
- La Ciénaga (partagé avec La Ciénaga)
- La Montañita
- La Soledad
- San Ignacio